# جان بردلی-وست
جان بردلی-وست (انگلیسی: John Bradley-West؛ زادۀ سپتامبر ۱۹۸۸) بازیگر انگلیسی است که بیشتر برای بازی در نقش سمول تارلی در مجموعۀ فانتزی بازی تاج‌وتخت شناخته می‌شود. 

## فیلم‌شناسی
- بازی تاج‌وتخت (۲۰۱۹–۲۰۱۱)
- بورجیاها (۲۰۱۱)
- مرلین (۲۰۱۲)
- بی‌شرم (۲۰۱۲)
- آنا کارنینا (۲۰۱۲)
- مرد باش (۲۰۱۵)
- گریمزبی (۲۰۱۶)
- شیطان آمریکایی (۲۰۱۷)
- بیمار صفر (۲۰۱۸)
- پخش زنده شنبه شب (۲۰۱۹)
- مرغ روبات (۲۰۱۹)
- افسانه‌های واهی (۲۰۲۰)
- سقوط ماه (۲۰۲۲)
- با من ازدواج کن (۲۰۲۲)
- مسئله سه جسم (۲۰۲۴)